# Guineu voladora de cap gris
La guineu voladora de cap gris (Pteropus poliocephalus) és una espècie de ratpenat de la família dels pteropòdids. És endèmica d'Indonèsia. El seu hàbitat natural són els boscos humits tropicals, els boscos oberts, les zones boscoses, els aiguamolls de Melaleuca, els boscos de Banksia i els manglars, tot i que també se la troba a plantacions i zones urbanes si el medi és apropiat. Està amenaçada per la caça, la destrucció d'hàbitat i la competició directa amb la guineu voladora negra (P. alecto).